# Siły pokojowe ONZ

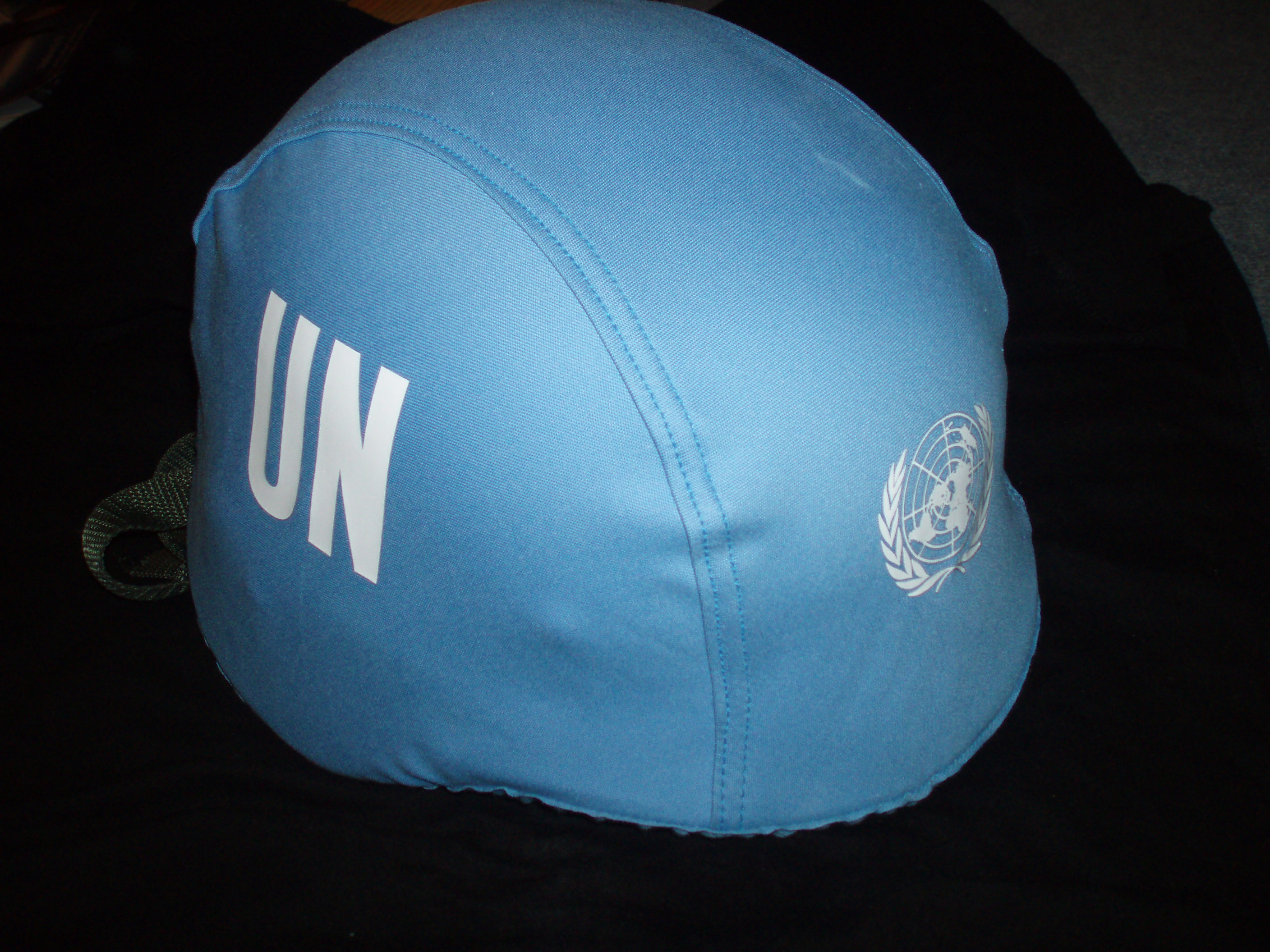
Błękitny hełm – wyróżniający element umundurowania sił pokojowych ONZ

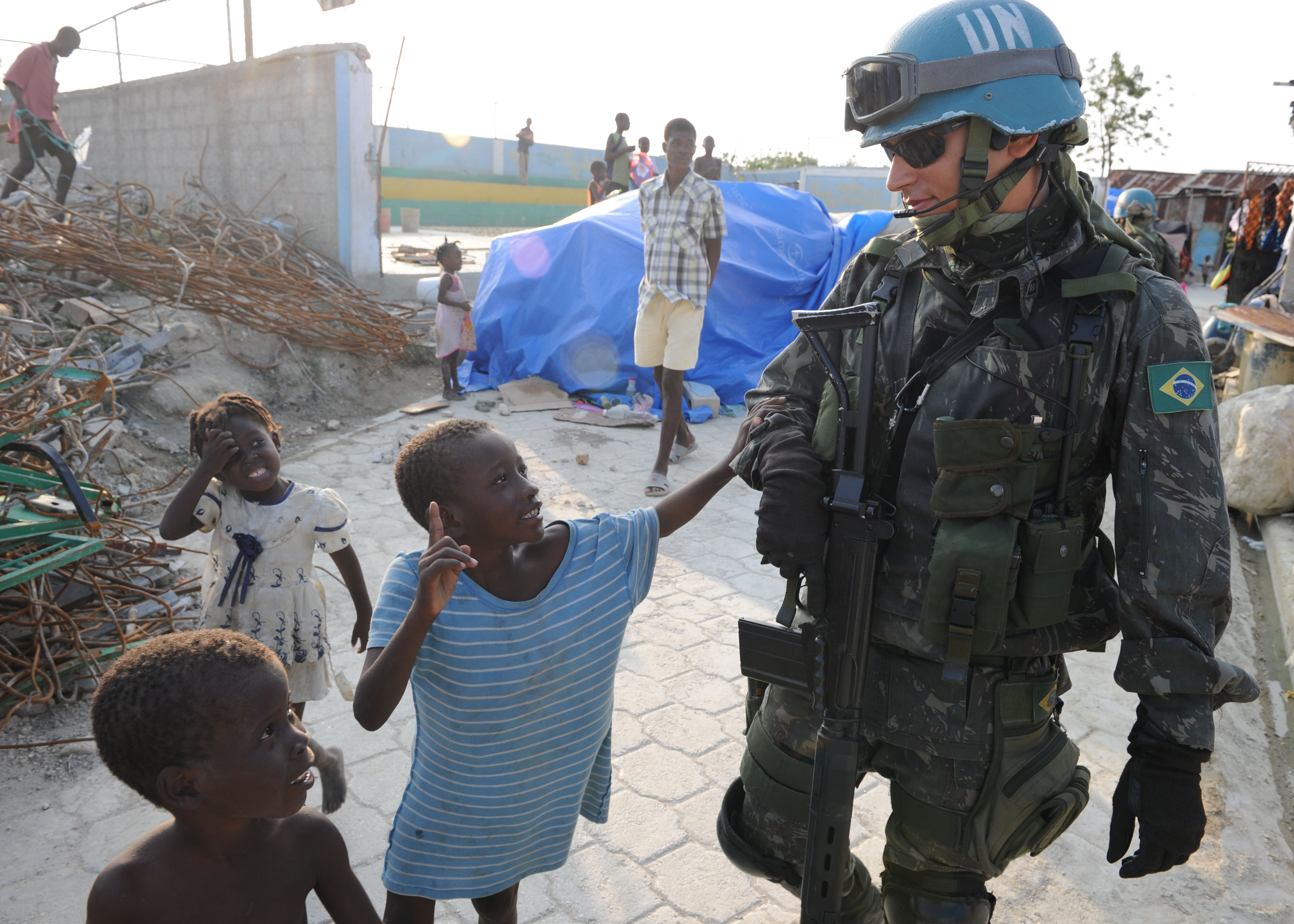
Brazylijski żołnierz sił pokojowych ONZ na Haiti

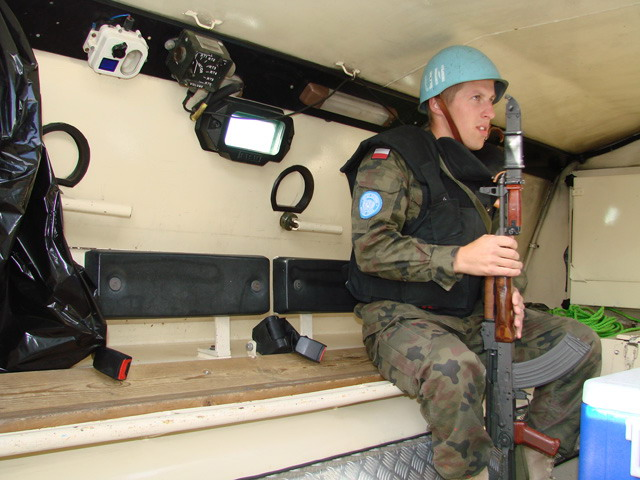
Polski żołnierz sił pokojowych ONZ w Syrii

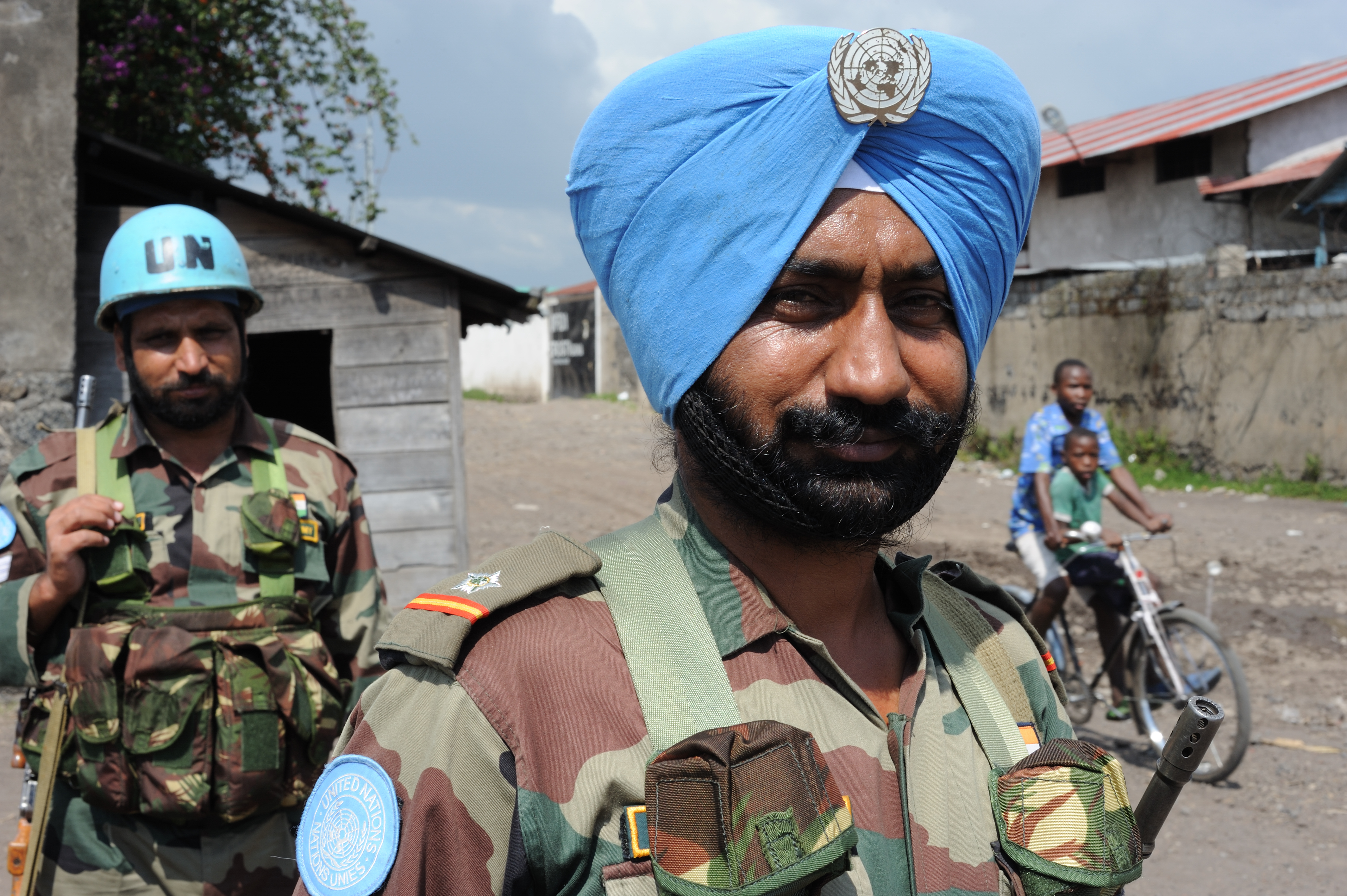
Indyjscy żołnierze sił pokojowych ONZ w Demokratycznej Republice Konga

Siły pokojowe ONZ (popularnie zwane niebieskie / błękitne berety, niebieskie / błękitne hełmy) – część sił zbrojnych państw oddanych do dyspozycji ONZ w celu przeprowadzenia konkretnych operacji pokojowych. Siły te powoływane są w trybie doraźnym przez Zgromadzenie Ogólne lub Radę Bezpieczeństwa ONZ, zgodnie z Kartą Narodów Zjednoczonych. W założeniach ONZ, siły pokojowe stanowią – dla państw w nich uczestniczących – nieprzymusowy instrument kontroli konfliktów zbrojnych.
W latach 1948–2006 przeprowadzono 60 operacji pokojowych z powołaniem tego typu sił przez ONZ, w których wzięło udział ponad 750 tysięcy osób pochodzących z ponad 110 krajów. Życie straciły 2272 osoby, w tym 1816 żołnierzy. Koszt w latach 1948–2005 wyniósł 52 mld USD w cenach z 2004 r.
30 czerwca 2006 na misjach pokojowych i politycznych ONZ służyły 72 953 osoby personelu mundurowego (62 495 żołnierzy, 2717 obserwatorów wojskowych i 7291 policjantów). Wspiera ich prawie 15 tys. osób personelu cywilnego. Uczestniczy aktualnie w misjach 108 państw (najwięcej, 72 państwa, uczestniczą w operacji UNMIS). Największymi kontrybutorami personelu mundurowego są: Bangladesz (10 310), Pakistan, Indie, Nepal i Jordania. Kraje UE wystawiają 3896 osób, z tego najwięcej Polska (695) i Francja (588). Polska jest na 20. miejscu w rankingu największych kontrybutorów personelu, najwyżej z państw rozwiniętych.
Budżet na rok fiskalny 2005/2006 wyniósł 5,03 mld USD. Najwięcej kosztowała misja w Demokratycznej Republice Konga – 1,15 mld dolarów.

## Misje trwające[1]
Obecnie działa 12 operacji, które są rozmieszczone w Europie, na Bliskim Wschodzie, Azji w Afryce (podano: rok powołania, nazwę, liczba personelu na stan listopad 2021):
Europa
- 1964 – UNFICYP – Siły Pokojowe ONZ na Cyprze – 1 005
- 1999 – UNMIK – Misja Tymczasowej Administracji ONZ w Kosowie – 355

Bliski Wschód
- 1948 – UNTSO – Organizacja Narodów Zjednoczonych ds. Nadzorowania Rozejmu – pierwsza akcja w ramach sił pokojowych ONZ w Palestynie – celem było i nadal jest kontrolowanie arabsko-izraelskiego porozumienia o przerwaniu walk – 388
- 1974 – UNDOF – Siły ONZ ds. Nadzoru Rozdzielenia Wojsk na Wzgórzach Golan – 1250
- 1978 – UNIFIL – Siły ONZ w Libanie – 10 638

Azja
- 1949 – UNMOGIP – Grupa Obserwatorów Wojskowych ONZ w Indiach i Pakistanie – 111

Afryka
- 1991 – MINURSO – Misja ONZ na rzecz Referendum w Saharze Zachodniej – 488
- 1999 – MONUSCO – Misja ONZ w Demokratycznej Republice Konga – 17 783
- 2011 – UNMISS – Misja ONZ w Sudanie Południowym – 17 982
- 2011 – UNISFA – Tymczasowe Siły Bezpieczeństwa na obszarze miasta Abyei (pogranicze Sudanu i Sudanu Południowego) – 3801
- 2014 – MINUSMA - Misja ONZ w Mali – 18 108
- 2014 – MINUSCA - Misja ONZ w Republice Środkowoafrykańskiej – 15 663

Do tego należy doliczyć 4 misje polityczne ONZ:
- 2002 – UNAMA – Misja ONZ w Afganistanie – 18
- 2003 – UNAMI – Misja ONZ w Iraku – 145 (głównie żołnierzy z Fidżi, ochraniających placówki ONZ w Iraku)
- 2005 – UNOTIL – Misja ONZ na Timorze Wschodnim – 39
- 2006 – UNIOSIL – Misja ONZ w Sierra Leone – 27

## Misje zakończone[2]
Liczba zakończonych operacji (06.03.2022): 59.
Europa
- 1992–1995 – UNPROFOR – Siły Ochronne ONZ dla Bośni i Hercegowiny, Chorwacji, Jugosławii (Serbia i Czarnogóra) i Macedonii
- 1993–2009 – UNOMIG – Misja Obserwacyjna ONZ w Gruzji – 134 (7 Polaków)
- 1995–1996 – UNCRO – Operacja ONZ Przywrócenia Zaufania w Chorwacji.
- 1995–1999 – UNPREDEP – Siły Zapobiegawcze ONZ – zastąpienie UNPROFOR w Macedonii.
- 1995–2002 – UNMIBH – Misja ONZ w Bośni i Hercegowinie.
- 1996–1998 – UNTAES – Tymczasowa Administracja ONZ dla Wschodniej Slawonii, Baranii i Zachodniego Sirmium (Chorwacja).
- 1996–2002 – UNMOP – Misja Obserwacyjna ONZ na Półwyspie Prevlaka (Chorwacja).
- 1998 – UNPSG – Policyjna Grupa Wsparcia ONZ dla Wschodniej Slawonii, Baranii i Zachodniego Sirmium (Chorwacja).

Bliski Wschód
- 1956–1967 – UNEF I – Pierwsze Doraźne Siły Pokojowe ONZ rozmieszczone w sektorze Kanału Sueskiego i na półwyspie Synaj.
- 1958 – UNOGIL – Grupa Obserwatorów ONZ w Libanie.
- 1963–1964 – UNYOM – Misja Obserwacyjna ONZ w Jemenie.
- 1973–1979 – UNEF II – Drugie Doraźne Siły Pokojowe ONZ powołane w celu nadzorowania zawieszenia ognia pomiędzy wojskami Egiptu i Izraela.
- 1988–1991 – UNIIMOG – Grupa Obserwatorów Wojskowych ONZ w Iranie i Iraku .
- 1991–2003 – UNIKOM – Misja Obserwacyjna ONZ w Iraku i Kuwejcie.
- 2012 – UNSMIS – Misja Obserwacyjna ONZ w Syrii.

Azja i Pacyfik
- 1962–1963 – UNSF – Siły Bezpieczeństwa ONZ w Zachodniej Nowej Gwinei.
- 1965–1966 – UNIPOM – Misja Obserwacyjna ONZ w Indiach i Pakistanie.
- 1988–1990 – UNGOMAP – Misja Dobrych Usług ONZ w Afganistanie i Pakistanie.
- 1991–1992 – UNAMIC – Misja Przygotowawcza Organizacji Narodów Zjednoczonych w Kambodży.
- 1992–1993 – UNTAC – Tymczasowa Administracja ONZ w Kambodży.
- 1994–2000 – UNMOT – Misja Obserwatorów ONZ w Tadżykistanie.
- 1999–2002 – UNTAET – Tymczasowa Administracja ONZ w Timorze Wschodnim.
- 2002–2005 – UNMISET – Misja Wsparcia ONZ dla Timoru Wschodniego.
- 2006–2012 – UNMIT – Misja ONZ na Timorze Wschodnim.

Afryka
- 1960–1964 – ONUC – Operacja ONZ w Demokratycznej Republice Konga.
- 1988–1991 – UNAVEM I – Pierwsza Misja Weryfikacyjna ONZ w Angoli.
- 1989–1990 – UNTAG – Grupa Pomocy ONZ w Okresie Przejściowym dla Namibii.
- 1991–1995 – UNAVEM II – Druga Misja Weryfikacyjna ONZ w Angoli.
- 1992–1993 – UNOSOM I – Pierwsza Operacja ONZ w Somalii.
- 1992–1994 – ONUMOZ – Operacja ONZ w Mozambiku.
- 1993–1994 – UNOMUR – Misja Obserwacyjna ONZ w Ugandzie i Rwandzie.
- 1993–1995 – UNOSOM II – Druga Operacja ONZ w Somalii.
- 1993–1996 – UNAMIR – Misja ONZ do Spraw Pomocy Rwandzie.
- 1993–1997 – UNOMIL – Misja Obserwacyjna ONZ w Liberii.
- 1994 – UNASOG – Grupa Obserwacyjna ONZ w Strefie Aouzou (Czad).
- 1995–1997 – UNAVEM III – Trzecia Misja Weryfikacyjna ONZ w Angoli.
- 1997–1999 – MONUA – Misja Obserwacyjna ONZ w Angoli.
- 1998–1999 – UNOMSIL – Misja Obserwacyjna ONZ w Sierra Leone.
- 1998–2000 – MINURCA – Misja ONZ w Republice Środkowoafrykańskiej.
- 1999–2005 – UNAMSIL – Misja ONZ w Sierra Leone.
- 1999–2010 – MONUC – Misja ONZ w Demokratycznej Republice Konga.
- 2005–2011 – UNMIS – Misja ONZ w Sudanie.
- 2000–2008 – UNMEE – Misja ONZ w Etiopii i Erytrei.
- 2003–2018 – UNMIL – Misja ONZ w Liberii.
- 2003–2004 – MINUCI – Misja ONZ na wybrzeżu Kości Słoniowej.
- 2004–2017 – UNOCI – Operacja ONZ na Wybrzeżu Kości Słoniowej.
- 2004–2006 – ONUB – Operacja ONZ w Burundi.
- 2007–2010 – MINURCAT – Operacja ONZ w Czadzie i Republice Środkowoafrykańskiej.
- 2007–2020 – UNAMID – Operacja ONZ w Sudanie (region Darfur).

Ameryka
- 1965–1966 – DOMREP – Misja Specjalnego Przedstawiciela Sekretarza Generalnego ONZ w Dominikanie.
- 1989–1992 – ONUCA – Grupa Obserwacyjna ONZ w Ameryce Środkowej.
- 1991–1995 – ONUSAL – Misja Obserwacyjna ONZ w Salwadorze.
- 1993–1996 – UNMIH – Misja ONZ w Haiti.
- 1996–1997 – UNSMIH – Misja Wsparcia ONZ w Haiti.
- 1997 – MINUGUA – Misja Weryfikacyjna ONZ w Gwatemali.
- 1997 – UNTMIH – Misja Przejściowa ONZ w Haiti.
- 1997–2000 – MIPONUH – Misja Cywilnej Policji ONZ w Haiti.
- 2004–2017 – MINUSTAH – Misja Stabilizacyjna ONZ na Haiti.
- 2017–2019 – MINUJUSTH – Misja ONZ chroniąca prawa człowieka na Haiti.